# 중국여자농구프로리그
중국여자농구프로리그(中国女子篮球联赛, Women's Chinese Basketball Association, WCBA)는 중국의 1티어 프로 여자농구 리그이다. 2002년 중국농구협회(CBA)의 여자대표팀으로 설립됐다.

## 같이 보기
- 여자 스포츠
- 중국의 스포츠
- 중국 여자 농구 국가대표팀
- 중국농구협회
- 전국남자농구리그